# Schwefelmonochloridpentafluorid
Schwefelmonochloridpentafluorid ist eine chemische Verbindung aus der Gruppe der Fluoride.

## Gewinnung und Darstellung
Schwefelmonochloridpentafluorid kann durch Reaktion von Schwefeltetrafluorid mit Chlor und Kaliumfluorid oder Caesiumfluorid bei 175 °C gewonnen werden.
{\displaystyle \mathrm {SF_{4}+Cl_{2}+CsF\longrightarrow SClF_{5}+CsCl} }
Ebenfalls möglich ist die Darstellung durch Reaktion von Schwefeltetrafluorid mit Chlorfluorid bei 380 °C.
{\displaystyle \mathrm {SF_{4}+ClF\longrightarrow SClF_{5}} }
Da Caesiumfluorid als Katalysator wirkt, kann erstere Reaktion bei niedrigeren Temperaturen ausgeführt werden.

## Eigenschaften
Schwefelmonochloridpentafluorid ist ein farbloses Gas und ein starkes Oxidationsmittel. Es ist wesentlich reaktionsfähiger als Schwefelhexafluorid, da die S-Cl-Bindung schwächer als die S-F-Bindungen ist. Es reagiert daher einerseits nach radikalischen Reaktionsmechanismen und wird andererseits viel leichter als Schwefelhexafluorid hydrolysiert.
Beim Erhitzen auf über 400 °C oder unter UV-Licht zersetzt es sich über SF5-Radikale zu Schwefeltetrafluorid und Schwefelhexafluorid.
{\displaystyle \mathrm {2\ ClF_{5}S\longrightarrow SF_{4}+SF_{6}+Cl_{2}} }
Mit Wasserstoff und Bestrahlung reagiert Schwefelmonochloridpentafluorid zu dem extrem giftigen Dischwefeldecafluorid.
{\displaystyle \mathrm {2\ SClF_{5}+H_{2}\longrightarrow F_{5}S-SF_{5}+2\ HCl} }

## Verwendung
Schwefelmonochloridpentafluorid kann zur Einführung von SF5-Gruppen verwendet werden.
{\displaystyle \mathrm {SClF_{5}+C_{2}F_{4}\longrightarrow F_{5}SC_{2}F_{4}Cl} }
{\displaystyle \mathrm {2\ SClF_{5}+O_{2}\longrightarrow F_{5}SO_{2}SF_{5}+Cl_{2}} }
Es dient in der präparativen Chemie auch zur Darstellung von organischen Komponenten mit Kohlenstoff-Schwefel-Doppel- und Dreifachbindungen.